# WebGL
WebGL is een open standaard voor het specificeren van 3D-computergraphics in webpagina's via OpenGL of OpenGL ES. Hiermee is het mogelijk computergraphics weer te geven zonder een speciale plug-in voor de webbrowser. Dit maakt hardware-acceleratie mogelijk indien de computer een grafische kaart bevat. WebGL wordt ontwikkeld door de Khronos Group.
WebGL is technisch gezien een binding voor JavaScript om OpenGL ES aan te roepen via een webbrowser.
WebGL wordt ondersteund in WebKit (Safari,  Opera 15+ en Google Chrome) en in Firefox.